# Steve Johnson (basket-ball)
Pour les articles homonymes, voir Steve Johnson et Johnson.
Clarence Stephen « Steve » Johnson (né le 3 novembre 1957, à Akron, Ohio) est un ancien joueur américain de basket-ball. Il évoluait au poste d'ailier fort et de pivot.

## Carrière
Johnson joua à l'université d'État de l'Oregon sous les ordres de l'entraîneur Ralph Miller. Il était la star de l'équipe lors de la saison 1980-1981 qui domina la saison régulière avant de s'incliner en playoffs. Cette saison-là, Johnson convertit 235 de ses 315 tirs pour un pourcentage de réussite de 74,6 % ; une marque qui demeure toujours un record en NCAA.
Il fut drafté l'été suivant au 7e rang de la draft par les Kansas City Kings, évoluant avec les Kings durant deux saisons et demie avant d'être transféré aux Chicago Bulls. Après une saison et demie avec les Bulls, Johnson disputa une saison avec les San Antonio Spurs, terminant joueur le plus adroit de la ligue avec 63,2 % de réussite aux tirs ; l'un des pourcentages les plus élevés de l'histoire.
Lors de l'intersaison 1986, Johnson fut transféré aux Portland Trail Blazers contre Mychal Thompson ; il fut positionné au poste d'ailier fort aux côtés de Sam Bowie. Cependant, au bout de cinq matchs, Bowie subit une fracture de la jambe, et Johnson occupa alors le poste de pivot, Caldwell Jones le remplaçant au poste d'ailier fort. Cette année-là, Johnson connut sa meilleure saison professionnelle, avec des moyennes de 17 points par match et 55,5 % de réussite aux tirs.
La saison suivante, Bowie se cassa de nouveau la jambe, et Johnson conserva son poste de pivot titulaire. Malheureusement pour lui, il se blessa également et fut remplacé par Kevin Duckworth, qui gagna définitivement sa place. Malgré tout, Johnson obtint une sélection dans la sélection Ouest du NBA All-Star Game, mais il dut décliner la sélection à cause de sa blessure. La saison suivante, le staff technique tenta de faire cohabiter Johnson et Duckworth dans la raquette, mais ce ne fut pas couronné de succès, l'équipe perdant en quatre manches au premier tour des playoffs. Lors de la saison 1989-1990, Johnson ne fut pas protégé lors de la draft d'expansion 1989 et fut sélectionné par la nouvelle franchise des Minnesota Timberwolves. Johnson, mécontent de devoir jouer pour une franchise d'expansion, ne joua que quatre matchs pour les Timberwolves avant d'être transféré aux Seattle SuperSonics ; il disputa 21 matchs pour les Sonics lors de cette saison. Il rejoint ensuite les Golden State Warriors la saison suivante, disputant 24 matchs. Il prit sa retraite de joueur à l'issue de la saison 1990-1991.
Johnson était reconnu comme un bon joueur offensif au poste bas, mais un faible défenseur et rebondeur. Il fut le joueur ayant été le plus sanctionné pour les fautes personnelles en NBA lors des saisons 1981-82 et 1986-87, et pour les fautes disqualifiantes en 1981-82, 1985-86 et 1986-87.